# Mairinque (ort)
Mairinque är en ort i Brasilien.   Den ligger i kommunen Mairinque och delstaten São Paulo, i den sydöstra delen av landet, 900 km söder om huvudstaden Brasília. Mairinque ligger 850 meter över havet och antalet invånare är 44 456.
Terrängen runt Mairinque är kuperad åt nordost, men åt sydväst är den platt. Runt Mairinque är det tätbefolkat, med 343 invånare per kvadratkilometer.. Närmaste större samhälle är São Roque, 5,2 km öster om Mairinque.
Runt Mairinque är det i huvudsak tätbebyggt.